# توماس هیسلوپ، بارونت اول
توماس هیسلوپ، بارونت اول (انگلیسی: Sir Thomas Hislop, 1st Baronet؛ ۵ ژوئیه ۱۷۶۴ – ۳ مه ۱۸۴۳ (۷۸ ساله)) فرد نظامی اهل پادشاهی متحد بریتانیای کبیر و ایرلند بود. وی همچنین برندهٔ جوایزی همچون نشان حمام شده‌است.